# Virgilio Mendoza Amezcua
Virgilio Mendoza Amezcua (né dans la municipalité d'Armería, Colima) est un homme politique mexicain, membre du Parti action nationale et actuel Président de la municipalité de Manzanillo.

## Vie politique
Virgilio Mendoza Amezcua a milité pour le Parti révolutionnaire institutionnel et l'Asociación por la Democracia Colimense. Affilié  au PAN, il est le Président Municipal de Manzanillo pour le mandat 2006-2009, après avoir battu son rival, le candidat du PRI Alejandro Meillón Galindo.
Il est un précandidat possible du PAN pour la gouvernance de l'État de Colima, mais ses liens supposés avec le cartel de la drogue qui aurait financé sa campagne électorale lui valent une surveillance judiciaire